# Imbert
Az Imbert germán eredetű férfinév, jelentése bizonytalan, lehet, hogy nagy, hatalmas + fényes, híres. Esetleg az Isenbard névből is származhat, jelentése ez esetben vas + bárd (népnév).

## Gyakorisága
Az 1990-es években szórványos név, a 2000-es években nem szerepel a 100 leggyakoribb férfinév között.

## Névnapok
- január 15.[2]